# Stefan Mitrović (piłkarz wodny)
Stefan Mitrović, cyr. Стефан Митровић (ur. 29 marca 1988) – serbski piłkarz wodny. Brązowy medalista olimpijski z Londynu.
Zdobył również złoty medal podczas mistrzostw świata w Rzymie w 2009 roku i srebrny podczas mistrzostw świata w Szanghaju w 2011 roku.
Igrzyska w Londynie były dla niego pierwszymi igrzyskami olimpijskimi. W Londynie Serbowie w meczu o brązowy medal wygrali z Czarnogórą.